# Puchar Świata w Zapasach 2010 – styl wolny kobiet
Zawody Pucharu Świata w 2010 roku w stylu wolnym kobiet odbyły się w dniach 27-28 marca w Nankinie we Chinach.

## Ostateczna kolejność drużynowa
| Poz. | Państwo           |
| ---- | ----------------- |
|      | Chiny             |
|      | Stany Zjednoczone |
|      | Japonia           |
| 4.   | Ukraina           |
| 5.   | Rosja             |
| 6.   | Mongolia          |
| 7.   | Kanada            |
| 8.   | Azerbejdżan       |

## Wyniki

### Grupa A
| Grupa A              |
| -------------------- |
| 1. Stany Zjednoczone |
| 2. Ukraina           |
| 3. Mongolia          |
| 4. Azerbejdżan       |

### Mecze
- Stany Zjednoczone -  Azerbejdżan 6-1
- Stany Zjednoczone -  Ukraina 5-2
- Stany Zjednoczone -  Mongolia 6-1
- Ukraina -  Azerbejdżan 6-1
- Mongolia -  Azerbejdżan 4-3
- Ukraina -  Mongolia 4-3

### Grupa B
| Grupa B    |
| ---------- |
| 1. Chiny   |
| 2. Japonia |
| 3. Rosja   |
| 4. Kanada  |

### Mecze
- Chiny -  Japonia 4-3
- Chiny -  Kanada 5-2
- Chiny -  Rosja 5-2
- Rosja -  Kanada 4-3
- Rosja -  Japonia 1-6
- Kanada -  Japonia 1-6

### Finały
- 7-8  Kanada -  Azerbejdżan 5-2
- 5-6  Mongolia -  Rosja 3-4
- 3-4  Japonia -  Ukraina 5-2
- 1-2  Chiny -  Stany Zjednoczone 6-1

## Klasyfikacja indywidualna
| Waga  |                          |                      |                        | 4              | 5                      | 6                        | 7                   | 8                     | 9                                         |
| ----- | ------------------------ | -------------------- | ---------------------- | -------------- | ---------------------- | ------------------------ | ------------------- | --------------------- | ----------------------------------------- |
| 48 kg | Cogtbadzaryn Enchdżargal | Zhao Shasha          | Natalija Pulkowśka     | Alyssa Lampe   | Fuyuko Mimura          | Lindsay Rushton Prickett | Li Xiaomei          | Marzigiet Bagomiedowa | Lubow Salnikowa                           |
| 51 kg | Jessica MacDonald        | Li Shuang            | Julija Błahinia        | Yuri Kai       | Angela Dorogan         | Dawaasüchijn Otgonceceg  | Jessica Medina      | Marina Wilmowa        | ----                                      |
| 55 kg | Chikako Matsukawa        | Tatiana Padilla      | Iryna Chariw           | Zhang Lan      | Irina Kisiel           | Julija Ratkiewicz        | Yang Senlian        | Jillian Gallays       | Brittanee Laverdure                       |
| 59 kg | Ayako Shōda              | Deanna Rix           | Kateryna Dombrowśka    | Liu Fengming   | Jekatierina Mielnikowa | Iryna Husiak             | Katie Patroch       | Jia Mei               | Enchbajaryn Cewegmid                      |
| 63 kg | Kaori Ichō               | Natalja Łauszkina    | Oczirbatyn Nasanburmaa | Jiao Yuanyuan  | Justine Bouchard       | Elena Pirozhkova         | Marjana Kwiatkowśka | Gözəl Zutova          | Cui Haili                                 |
| 67 kg | Ałła Czerkasowa          | Badrachyn Odonczimeg | Qin Xiaoqing           | Mami Shinkai   | Megan Buydens          | Liu Xinyi                | Adeline Gray        | Elena Pirozhkova      | Inna Trażukowa 10. Zumrud Kurbangadżyjewa |
| 72 kg | Ali Bernard              | Natalja Worobjowa    | Kyōko Hamaguchi        | Ohenewa Akuffo | Oczirbatyn Burmaa      | Li Dan                   | Dina Ivanova        | Natalija Pałamarczuk  | Hong Yan                                  |